# Jacques Tourangeau
Pour les articles homonymes, voir Tourangeau.
Jacques Tourangeau, né en 1942 au Québec (Canada), est un acteur québécois.

## Biographie
Il est diplômé de l'Université de Montréal, où il a reçu un baccalauréat en arts en 1963, un baccalauréat en éducation en 1965 et un baccalauréat en droit (LL.B.) en 1986. Il a joué le rôle du député Oscar Drouin dans la mini-série Duplessis, basé sur la vie réelle de Maurice Duplessis. Pendant les années 1980, il est apparu dans diverses séries télévisées au Québec. Il a notamment fait partie de la distribution du film Agnès de Dieu avec Jane Fonda en 1985, qui fut nommé pour trois Oscars.

## Filmographie

### Films sélectionnés
- 1985 : Agnès de Dieu (Agnes of God) de Norman Jewison : Eugène Lyon
- 1991 : Espion junior (If Looks Could Kill) de William Dear : Jacques Lefèvre
- 1991 : Money de Steven Hilliard Stern : Doldinger
- 2004 : Le Prince et Moi (The Prince and Me) de Martha Coolidge : Professeur Amiel

### Télévision sélectionnée
- 1978 : Duplessis : Oscar Drouin (Les épisodes intitulés  « Les comptes publics », « L'Union Nationale » et « L'échec »)
- 1978-1984 : Terre humaine : Jacques Riopel
- 1982-1986 : Monsieur le ministre : Raymond Boulain
- 1988 : Rintintin junior (Katts and Dog) : Le Compte (L'épisode intitulé « Chateau »)
- 1989 : Vendredi 13 (Friday the 13th: The Series) : Lieutenant Marceau (L'épisode en deux parties intitulé « The Prophecies »)
- 1992 : Scoop : René (Les épisodes intitulés « Un ministre honorable? » et « La décision finale »)
- 1992-1994 : Montréal P.Q. : Bedeau des Ursulines
- 1995 : Kung Fu, la légende continue (Kung Fu: The Legend Continues) : Père Vachon (L'épisode intitulé « The Sacred Chalice of I-Ching »)
- 1995 : Le Justicier des ténèbres (Forever Knight) : Claude (L'épisode intitulé « Outside the Lines »)
- 1996 : Les Aventures de la courte échelle : Monsieur Auclair (L'épisode intitulé « Le complot »)
- 2000 : Chartrand et Simonne : Lieutenant (L'épisode intitulé « Envers et contre tous »)
- 2015 : Les Enquêtes de Murdoch (Murdoch Mysteries) : François Robichaud (L'épisode intitulé « Shipwreck »)

### Théâtre sélectionné
- J'me marie, J'me marie pas, Théâtre d'été de Ste-Marguerite du Lac Masson : Rôle Principal
- 1998 : Le Gars du Québec de Michel Tremblay (adapté de la pièce Le Revizor de Gogol), mise en scène John Van Burek, Théâtre français de Toronto :  Télesphore
- 1998 : The Government Guy (Le Gars du Québec) de Michel Tremblay (adapté de la pièce Le Revizor de Gogol), traduction et mise en scène John Van Burek, Théâtre Tarragon : Le juge